# Juanmi García
Juan Miguel García Inglés conosciuto anche come Juanmi García (Cartagena, 9 marzo 1971) è un ex calciatore spagnolo, di ruolo portiere.

## Carriera

### Club
Debutta nel Cartagena e nel 1990 viene notato dal Real Madrid. Gioca per due anni nel Real Madrid B e nella stagione 1992-1993 viene promosso in prima squadra. In quella stagione non scende mai in campo ma vince la Coppa del Re.
Nel 1993 passa al Real Saragozza, nelle prime stagioni è il vice di Andoni Cedrún ma nel 1996, quando quest'ultimo passa al Logroñés, Juanmi diventa il portiere titolare.
Con la squadra aragonese vince due Coppe del Re, nel 1994 e nel 2001, una supercoppa spagnola nel 2003, e a livello internazionale la Coppa delle Coppe 1994-1995.
Nella stagione 2002-2003 è al Deportivo La Coruña. Inizialmente dovrebbe essere il secondo portiere ma quando a José Francisco Molina viene diagnosticato un cancro ai testicoli diventa titolare.
Al termine del campionato, concluso al terzo posto, passa al Real Murcia. Al termine della prima stagione retrocede in Segunda División ma resta comunque a Murcia per altre tre stagioni. Nella stagione 2007-2008 gioca nel Gimnàstic de Tarragona, sempre in Segunda División, prima di ritirarsi.

### Nazionale
Ha partecipato al Campionato mondiale Under-20 nel 1989.
Il 26 gennaio 2000, quando militava nel Real Saragozza, ha giocato la sua unica partita in Nazionale, contro la Polonia a Cartagena (sua città natale) ed ha vinto per 3-0 riuscendo a non subire gol.

## Statistiche

### Cronologia presenze e reti in Nazionale
| Cronologia completa delle presenze e delle reti in nazionale ― Spagna | Cronologia completa delle presenze e delle reti in nazionale ― Spagna | Cronologia completa delle presenze e delle reti in nazionale ― Spagna | Cronologia completa delle presenze e delle reti in nazionale ― Spagna | Cronologia completa delle presenze e delle reti in nazionale ― Spagna | Cronologia completa delle presenze e delle reti in nazionale ― Spagna | Cronologia completa delle presenze e delle reti in nazionale ― Spagna | Cronologia completa delle presenze e delle reti in nazionale ― Spagna |
| Data                                                                  | Città                                                                 | In casa                                                               | Risultato                                                             | Ospiti                                                                | Competizione                                                          | Reti                                                                  | Note                                                                  |
| --------------------------------------------------------------------- | --------------------------------------------------------------------- | --------------------------------------------------------------------- | --------------------------------------------------------------------- | --------------------------------------------------------------------- | --------------------------------------------------------------------- | --------------------------------------------------------------------- | --------------------------------------------------------------------- |
| 26-01-2000                                                            | Cartagena                                                             | Spagna                                                                | 3 – 0                                                                 | Polonia                                                               | Amichevole                                                            | 0                                                                     |                                                                       |
| Totale                                                                |                                                                       | Presenze                                                              | 1                                                                     |                                                                       | Reti                                                                  | 0                                                                     |                                                                       |

## Palmarès

### Club

#### Competizioni nazionali
- Coppa di Spagna: 3

Real Madrid: 1992-1993
Real Saragozza: 1993-1994, 2000-2001
- Supercoppa di Spagna: 1

Deportivo La Coruña: 2002

#### Competizioni internazionali
- Coppa delle Coppe: 1

Real Saragozza: 1994-1995